# Петрик, Лариса Леонидовна
Лари́са Леони́довна Пе́трик (род. 28 августа 1949, Долинск, Сахалинская область) — известная советская гимнастка, воспитанница витебской гимнастической школы Викентия Дмитриева. Заслуженный мастер спорта СССР (1968). Выступала за витебскую команду «Динамо».

## Достижения
- Чемпионка Олимпийских игр в командном первенстве (1968) и в вольных упражнениях (1968), бронзовый призёр в упражнениях на бревне (1968)
- Чемпионка мира в командном первенстве (1970), серебряный призёр в командном первенстве (1966), бронзовый призёр в упражнениях на бревне (1966, 1970)
- Бронзовый призёр чемпионата Европы в упражнениях на бревне (1965)
- Абсолютная чемпионка СССР (1964).
- Чемпионка СССР в упражнениях на бревне (1966), серебряный призёр в многоборье (1966, 1967, 1969), Кубка СССР в многоборье (1966), чемпионата СССР в опорных прыжках (1968), в упражнениях на бревне (1966, 1967, 1970) и в вольных упражнениях (1968), бронзовый призёр в многоборье (1968), в упражнениях на бревне (1968) и в вольных упражнениях (1966).

После Олимпиады переехала в Москву, вышла замуж за известного гимнаста Виктора Клименко и продолжала покорять зрителей своими задорными вольными мини-спектаклями. Первый успех к ней пришёл вместе со стрельниковской «Холопкой». Второй успех ей принесла «Цыганочка».

## После завершения спортивной карьеры
Из спорта ушла в 1971 году. Практически сразу после завершения карьеры была приглашена работать на эстраде. Известный режиссёр Сергей Андреевич Каштелян создал для неё оригинальный гимнастический снаряд. Это была имитация бревна, поднятого на 2-метровую высоту. Из зрительного зала оно смотрелось как дикая полоска стали; создавали это сложное сооружение почти год. За это время Лариса подготовила спортивно-акробатический танец на музыку Жоржа Бизе «Кармен». Художественный замысел номера заключался в том, что Кармен, её жизнь и любовь, — всегда находятся на «лезвии бритвы». Это был уникальный по технике исполнения и чрезвычайно красивый в эстетическом плане номер.
Выступала в составе Московского мюзик-холла в Ленинграде, Латвии, Литве, Эстонии; за пределами СССР — в Болгарии, ГДР и Польше.
Участвовала в концертах в Большом зале «Россия» в Москве. После рождения ребёнка прекратила выступления и стала работать в спортивной редакции Гостелерадиокомпании СССР — комментировала соревнования гимнастов. Одновременно училась в МГУ на факультете журналистики.
В конце 1992 года по приглашению знакомых немцев уехала с мужем работать в гимнастическом клубе Германии.
В настоящее время вместе с мужем, олимпийским чемпионом 1972 года в упражнении на коне Виктором Клименко, сыном Владимиром (успешным гимнастом), сыном Виктором (балетным танцовщиком) и его семьёй живёт в городе Идар-Оберштайн, Рейнланд-Пфальц.

## Образование
- Педагогический институт физической культуры
- Московский государственный университет

## Награды и звания
- Орден «Знак Почёта»